# Dunganistan

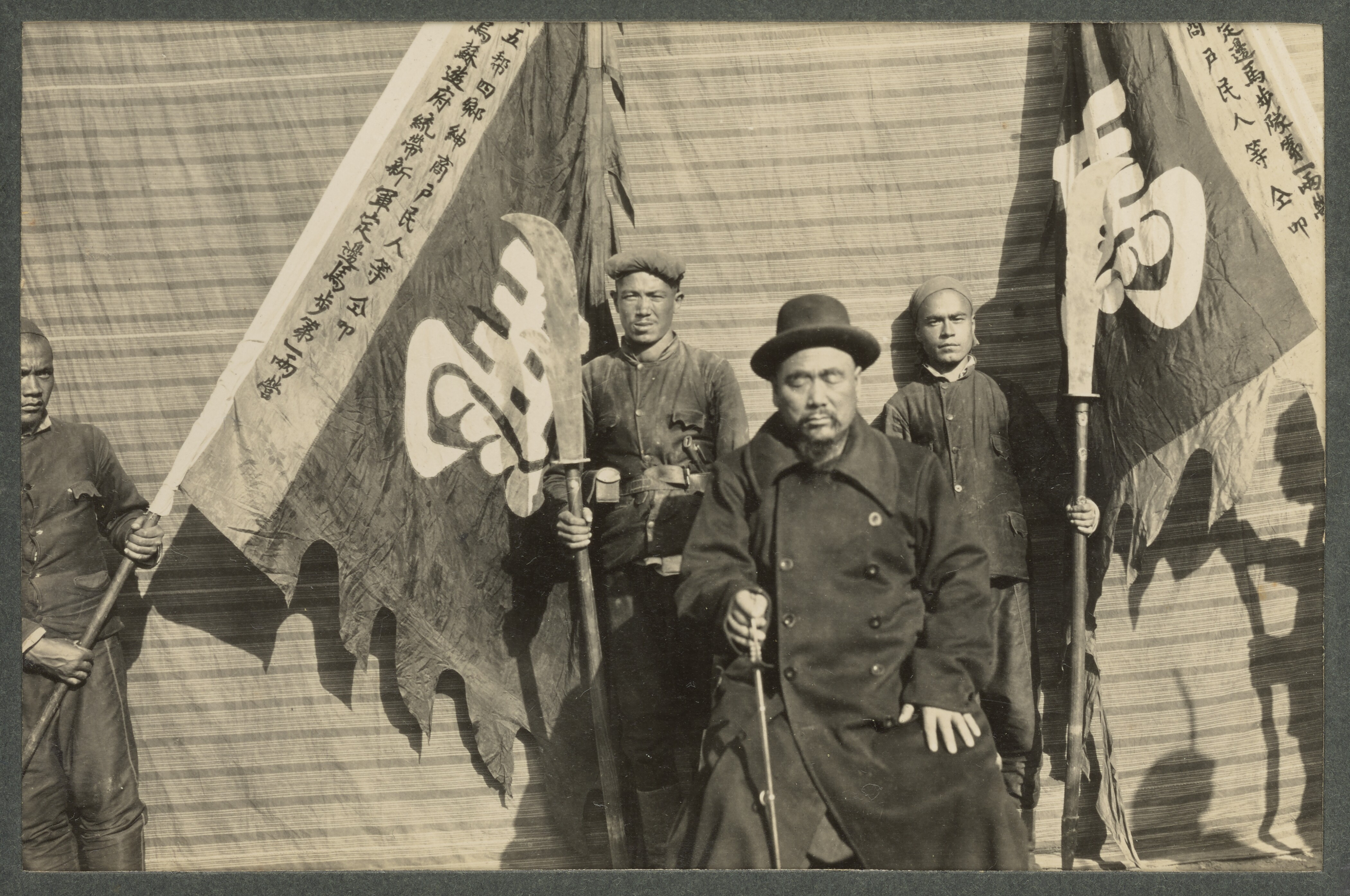
Ein Dunganengeneral in Hotan im Jahr 1915

Dunganistan (auch genannt Tunganistan, chinesisch 東干斯坦, dunganisch Хуэситан, benannt nach dem Volk der Dunganen) war ein unabhängig verwaltetes Gebiet im Süden der nordwestchinesischen Provinz Xinjiang Mitte der 1930er Jahre. Es umfasste Teile des Tarimbeckens und Hauptort war Hotan.
Nach dem Beginn der Hami-Rebellion marschierte die 36. Nationalrevolutionäre Armee unter Ma Zhongying in Xinjiang ein. Nachdem Mas Truppen Ürümqi belagerten marschierte die Rote Armee im Frühjahr 1934 in Xinjiang ein. Im Juli 1934 wies Ma seine Truppen an, aus Kaschgar nach Hotan abzuziehen. Dort regierte sein Halbbruder Ma Hushan bis 1937 Dunganistan. Ma Zhongying selbst wiederum reiste nach Irkeschtam und verschwand in der Sowjetunion.
Ma Hushan regierte das Gebiet von 1934 bis 1937 und wurde von Einwohnern Padischah ("König") genannt. Er verhielt sich dabei wie ein Kolonialgouverneur. Eine formelle Regierung etablierte Ma jedoch nicht. Obwohl er sich ein "König" nennen ließ, blieb Ma die gesamte Zeit loyal zur Guomindang-Regierung in Nanjing. Die Besteuerung war hoch, um die Truppen der 36. Nationalrevolutionären Armee zu finanzieren. Es gab auch Zwangsrekrutierungen von Einheimischen. Die Dunganenoffiziere warteten auf die Rückkehr von Ma Zhongying, der jedoch nie zurückkam.
Der britische Autor und Abenteurer Peter Fleming und die schweizerische Photographin Ella Maillart reisten durch Dunganistan. Fleming schrieb seine Erfahrungen in seinem Buch Tataren-Nachrichten: Ein Spaziergang von Peking nach Kaschmir nieder.
1937 musste der deutsche Pilot Carl August von Gablenz bei Hotan notlanden, als er im August 1937 mit der Lufthansa Junkers Ju-52 D-ANOY den Luftweg in den Fernen Osten erkundete.
Ebenso im Jahr 1937 fragte die dunganische Regierung über einen Mittelsmann in Berlin bei Waterlow and Sons an, ob diese britische Firma Banknoten für Dunganistan produzieren könnte.

## Trivia
Der österreichische Mongolei-Experte Walther Heissig prägte den Begriff für das Gebiet. Der britische Historiker Michael Dillon schrieb 2014, dass der Begriff komisch gemeint gewesen sei – zitierte dafür aber keine Quellen.